# Gerbillus floweri
Gerbillus floweri är en däggdjursart som beskrevs av Thomas 1919. Gerbillus floweri ingår i släktet Gerbillus och familjen råttdjur. Inga underarter finns listade i Catalogue of Life.
I taxonet sammanfattas individer med en diploid kromosomuppsättning med 51 till 66 kromosomer (2n=51-66).

## Utseende
Arten har en kroppslängd (huvud och bål) av 112 till 132 mm, en svanslängd av 140 till 158 mm och en vikt av 49 till 63 g. Bakfötterna är 33 till 36 mm långa och öronen är 15 till 17 mm stora. På ovansidan är pälsen kanelfärgad till rödbrun och på stjärten finns en vit fläck. En otydlig längsgående mörk strimma på ryggens topp kan förekomma. Tydlig vit är undersidan samt små fläckar framför och bakom varje öga samt bakom varje öra. Gerbillus floweri har hår på fötternas sulor. Svansen saknar mörkbruna eller svarta hår på ovansidan och tofsen vid svansens spets är otydlig. Jämförd med Gerbillus gerbillus och Gerbillus tarabuli är arten större. Artens päls är ljusare jämförd med Gerbillus pyramidum och den senare har en tydligare strimma på ryggen.

## Utbredning
Denna ökenråtta förekommer i nordöstra Egypten, inklusive Sinaihalvön. Troligen når den även i Palestina och Israel. Habitatet utgörs av klippiga eller sandiga öknar med glest fördelad växtlighet samt av torra gräsmarker. Arten besöker även odlade regioner.

## Ekologi
Individerna vilar på dagen i självgrävda komplexa underjordiska bon. I dessa tunnelsystem registrerades frön av kolokvint (Citrullus colocynthis) och kamelernas avföring.
För beståndet är inga hot kända. Hela populationen antas vara stabil. IUCN kategoriserar arten globalt som livskraftig.